# 榕叶掌叶树
榕叶掌叶树（学名：Brassaiopsis ficifolia）为五加科罗伞属的植物，为中国的特有植物。分布于中国大陆的广西、云南等地，生长于海拔650米至2,500米的地区，一般生长在森林中，目前尚未由人工引种栽培。

## 异名
- Brassaiopsis ficifolia Dunn